# Nemoria rectilinea
Nemoria rectilinea är en fjärilsart som beskrevs av W. Warren 1906. Nemoria rectilinea ingår i släktet Nemoria och familjen mätare. Inga underarter finns listade i Catalogue of Life.